# Gustave Delchevalerie
Gustave Hubert Delchevalerie (16 janvier 1841 à Vedrin, nord de la ville de Namur, Belgique - 5 mars 1899 à Chaumes-en-Brie) est un ingénieur agronome, jardinier et paysagiste belge. 

## Biographie
Né à Vedrin en Belgique, d'un père charpentier, Hubert Delchevalerie, et d’Albine Goffaux, Gustave Delchevalerie devint ingénieur agronome, puis travailla d'abord à Paris, en pleine restructuration haussmannienne de la capitale, avant d'être débauché par Khédive Ismail pour diriger au Caire les jardins et plantation d'Égypte. On doit à Gustave Delchevalerie et Jean-Pierre Barillet-Deschamps la plupart des parcs et promenades du Caire créés à l'époque du Khédive Ismail.

## Son travail àParis, enFrance
Gustave Delchevalerie a travaillé à la Préfecture de la Seine de 1860 à 1868 dans le service des plantations. 
Quand il quitta la France, il était chef de culture dans le Service des promenades et plantations de Paris.

## Son travail auCaire, enÉgypte
« En 1867, le soussigné (G. Delchevalerie) à cette époque, chef de culture dans le service des promenades et plantations de Paris, avait l'insigne honneur d'être présenté au Khédive Ismail d'Égypte par M. Alphand lorsque son Altesse visita en compagnie de M. le Préféet de la Seine l'établissement horticole de la ville de Paris. Une fois rentré dans ses états, le Khédive d'Égypte résolut d'Haussmanniser Le Caire, c'est-à-dire de l'embellir par le percement de nombreux boulevards et avenues plantées d'arbres, de squares, parcs et promenades publiques etc. Son Altesse ayant à ce moment adressé à M. le Baron Haussmann alors Préfet de la Seine pour lui demander un horticulteur pour venir en Égypte créer et diriger un service des plantations, des promenades publiques khédiviales et gouvernementales. Je fus désigné par M. Alphand pour aller au Caire créer et diriger ce service en plantations le 5 novembre 1868 en vertu d'un contrat passé entre la préfecture de la Seine et le délégué égyptien à Paris M. le Colonel Sélem Bey. »
— Gustave Delchevalerie, Courrier personnel daté de 1897, coll. part. Annie Lepicard-Delchevalerie (transcription Vincent Battesti).
Gustave Delchevalerie fut un introducteur actif des normes occidentales en matière de jardin et d’aménagement d’espaces verts en Égypte.
Il fut un auteur polifique, mais dont le travail est disséminé dans de nombreux articles de revues de sociétés horticoles et de la littérature grise ou à compte d’auteur, sur l’état des jardins du pouvoir égyptien.
Ingénieur agronome belge, il devint inspecteur des plantations khédiviales et gouvernementales en Égypte en 1876 et membre honoraire de la Société nationale d’horticulture de France.
Il avait été débauché en 1868 des services de Paris, par le Khédive Ismail, pour devenir jardinier en chef des palais, parcs vice-royaux et jardins publics égyptiens. Il lui avait été présenté par Adolphe Alphand lors d’une visite à l’établissement horticole de la ville. Gustave Delchevalerie vécut une douzaine d’années en Égypte aux Plantations khédiviales et gouvernementales avant de devoir céder sa place au personnel anglais qui s’installait.

## Décorations
G. Delchevalerie a été nommé Chevalier de la Légion d'honneur alors que directeur général des cultures du Khédive il était envoyé à Paris pour l'Exposition universelle de 1878 en qualité de commissaire générale de l'Égypte. Il est également membre de l'Institut égyptien, Officier de l'ordre Ottoman du Medjidieh, Chevalier de l'ordre de la Rose du Bréeil, de François·Joseph d'Autriche, du Christ de Portugal et de la Couronne d'Italie, etc.